# Horizon Pleins textes
 (mai 2018).
Horizon Pleins textes est la base de données bibliographiques en ligne créée par l’IRD (Institut de recherche pour le développement). La base de données contient les publications des chercheurs de l'IRD (et, avant l'IRD, de l'ORSTOM), ou de chercheurs associés à cet Institut, en libre accès si ces textes sont libres de droits. La base contient le référencement des publications des chercheurs de l'IRD. La base Horizon donne accès à plus de 73 000 documents en ligne et plus de la moitié est accessible en ligne en texte intégral, ainsi que les acquisitions des centres de documentation de l'IRD.
Le fonds documentaire IRD, collection patrimoniale des publications des scientifiques de l'Institut, a été distingué fin 2017 par l'attribution du label « collections d'excellence » dans le cadre du dispositif national CollEx-Persée, pour une période de cinq ans (2018-2022) reconductible.
La base Horizon est dédiée à soutenir une politique de libre accès (Loi pour une République numérique, et le Plan d'orientation stratégique 2016-2030 de l'Institut de Recherche pour le Développement).